# Eduard Jan Felix Westerhuis

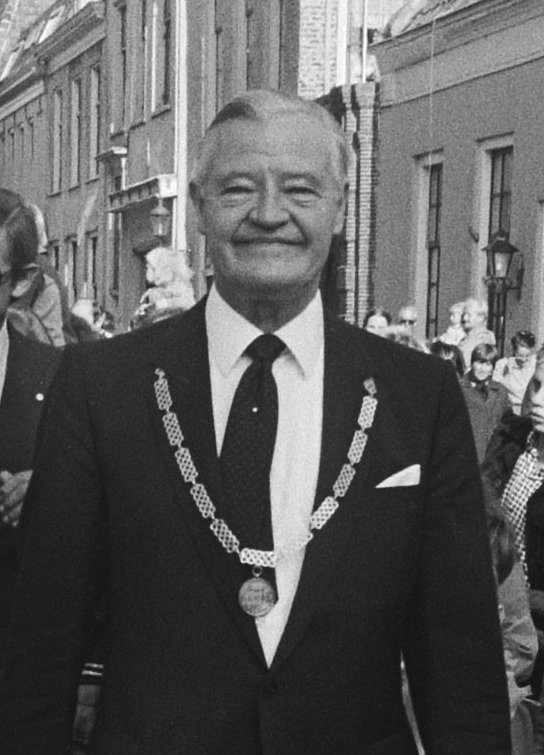
Burgemeester E.J.F. Westerhuis (1980)

Eduard Jan Felix Westerhuis (Arnhem, 7 januari 1918 – Elburg, 13 november 2009) was een Nederlands politicus van de ARP en later het CDA.
In 1939 en 1940 was hij als volontair werkzaam bij de gemeentesecretarie van Oosterbeek. In 1942 slaagde hij aan de Vrije Universiteit Amsterdam voor het kandidaatsexamen in de rechten en in 1945 behaalde hij het doctoraalexamen. In dat jaar werd hij secretaris van het Tribunaal in Amsterdam en in 1947 ging hij als juridisch medewerker werken bij de Bataafse Petroleum Maatschappij (BPM). Voor dat bedrijf ging hij naar Sumatra waar hij drie jaar als personeelschef werkzaam was. In 1953 trad Westerhuis in dienst bij de Nederlandse Emigratiedienst als hoofd van de afdeling voorlichting. Rond 1955 werd hij adjunct emigratie-attaché in Nieuw-Zeeland en in 1959 volgde zijn benoeming tot vice-consul in Canada waar hij zich vanuit Winnipeg eveneens bezighield met emigratie aangelegenheden.
Terug in Nederland werd mr. E.J.F. Westerhuis in november 1964 burgemeester van Doornspijk. In 1971 kwam hij landelijk in het nieuws nadat groepen 'zwembadkrakers' op zondag binnendrongen in het zwembad 'De Hokseberg' in 't Harde terwijl een meerderheid in de gemeenteraad van Doornspijk (waaronder 't Harde viel) tegen zwemmen op zondag was in verband met de zondagsheiliging. Tot ongenoegen van de SGP- en CHU-gemeenteraadsleden besloten B&W na enkele onrustige weekenden toch maar het zwembad op zondag open te stellen. In januari 1973 werd Westerhuis tevens waarnemend burgemeester van Elburg. Nadat die gemeenten op 1 januari 1974 gefuseerd waren tot de gemeente Elburg was hij eerst waarnemend burgemeester van die fusiegemeente en in augustus 1974 volgde zijn benoeming tot burgemeester daarvan wat Westerhuis zou blijven tot zijn pensionering in februari 1983. Eind 2009 overleed hij op 91-jarige leeftijd.